# GDDR6
La GDDR6 SDRAM (Graphics Double Data Rate, version 6) est un type de mémoire pour carte graphique qui se présente comme le successeur de la GDDR5. Elle est disponible depuis le 20 septembre 2018 avec la sortie de la génération des cartes graphiques RTX de Nvidia.

## Fonctionnement
Ce type de mémoire se distingue par sa conception qui permet un fonctionnement à une tension de 1,35 V. Cela entraine une économie d’énergie de l'ordre de 35 % par rapport à la GDDR5. En outre, les capacités sont doublées avec 16 Gbits par puce. La bande passante est aussi largement augmentée, entre 12 et 18 Gbits/s par broche.

## Historique
Les spécification technique de la mémoire sont publiés en juillet 2017. Les principaux fabricants, Samsung, SK Hynix et Micron démarrent la phase de production de masse en 2018,. Les cartes graphiques RTX de Nvidia en sont désormais équipées.

## GDDR6X

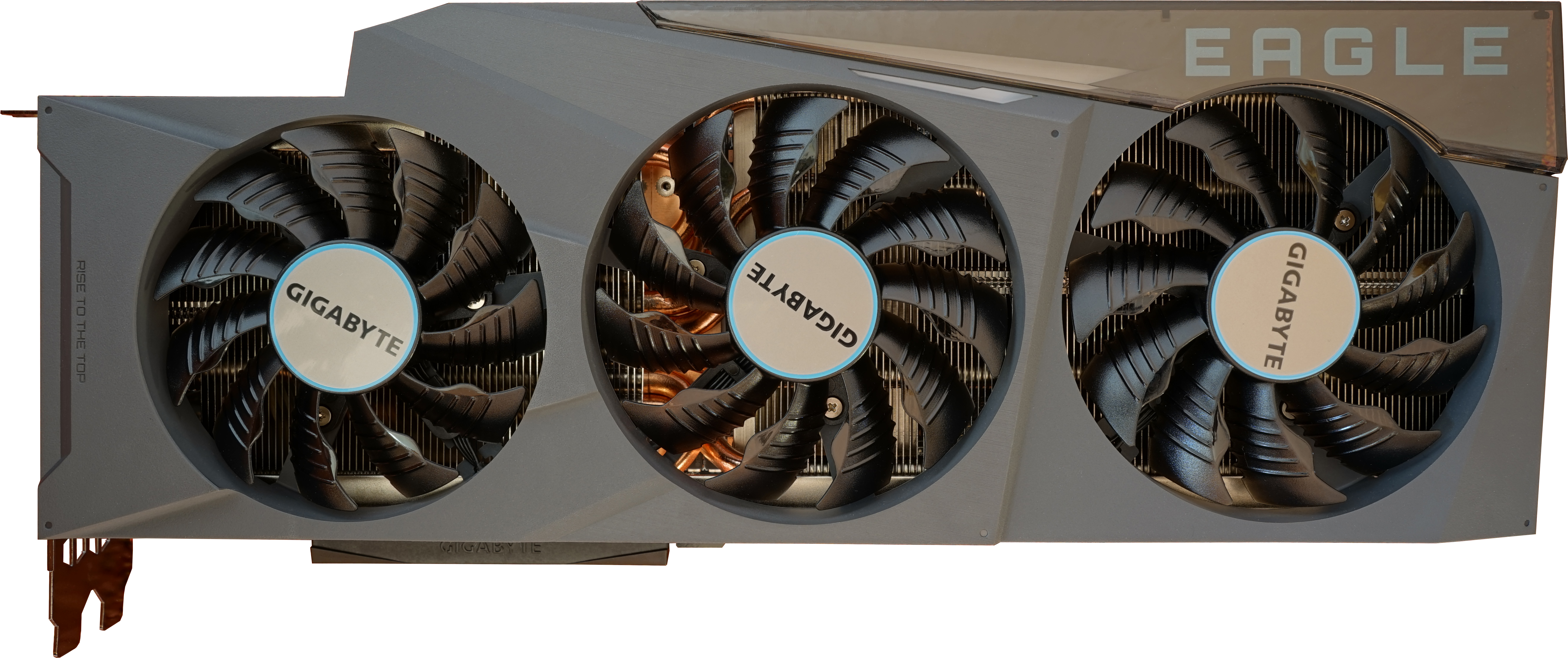
Carte graphique GeForce RTX 3090 Custom Edition avec de la RAM GDDR6X

Micron a développé la GDDR6X en collaboration étroite avec Nvidia. La RAM GDDR6X n'a pas encore été standardisée par le JEDEC. Nvidia a été le seul partenaire de Micron pour le lancement de la GDDR6X. La GDDR6X offre une largeur de bande par broche accrue, comprise entre 19–21 Gbit/s avec le codage PAM4, permettant la transmission de deux bits par symbole et remplaçant le codage plus ancien NRZ (Non Return to Zero, PAM2) qui fournissait seulement un bit par symbole, limitant par conséquent la largeur de bande par broche de la GDDR6 à 16 Gbit/s. Les premières cartes graphiques à utiliser la GDDR6X sont les cartes Nvidia GeForce RTX 3080 et 3090. Le codage PAM4 n'est pas nouveau mais il est plus coûteux à implémenter, en partie parce qu'il nécessite plus de place sur les puces et qu'il est plus sujet aux problèmes de rapport signal sur bruit (SNR), ce qui a essentiellement limité son utilisation aux réseaux filaires à haute vitesse (comme le 200G Ethernet). La GDDR6X consomme 15 % d'énergie en moins par bit transféré que la GDDR6, mais finalement sa consommation est plus élevée car elle est plus rapide que la GDDR6. Finalement, le codage PAM4 consomme moins et utilise moins de broches que le codage différentiel tout en étant plus rapide que le NRZ. La GDDR6X est réputée moins coûteuse que la High Bandwidth Memory.